# Барановский фарфоровый завод
Барановский фарфоровый завод (укр. Баранівський фарфоровий завод) — прекратившее производственную деятельность промышленное предприятие в городе Барановка Житомирской области.
Одно из старейших предприятий по производству фарфора на территории Украины.

## История
В 1802 году братья Михаил и Франциск Мезеры приобрели земельный участок на окраине местечка Барановка Новоград-Волынского уезда Волынской губернии и организовали фарфоровую фабрику, работавшую на местном сырье из расположенного неподалеку месторождения каолина.
Часть рабочих изначально составляли крепостные крестьяне из окрестных селений, крепостными являлись также два художника (В. Коваль и Скумаровский).
После пожара в 1895 году владельцем фабрики стал одесский купец П. Н. Грипари.
До 1917 года фабрика изготавливала изделия из фарфора, черепицу и кирпичи, при этом работы на предприятии выполнялись полукустарным способом, механизация производственных процессов отсутствовала. После Октябрьской революции 1917 года предприятие было национализировано, во время гражданской войны предприятие пострадало, но после окончания боевых действий вместе с другими предприятиями стекольной и фарфоро-фаянсовой промышленности было передано в ведение Главного комитета стекольно-фарфоровой промышленности ВСНХ, восстановлено и возобновило работу. В 1922 году восстановленное предприятие получило новое название: Барановский фарфоровый завод имени В. И. Ленина.
После возобновления торговых отношений с Турцией (прерванных после начала Первой мировой войны), торгпредство СССР заключило договор на изготовление фарфоровой посуды для Турции и Египта, который выполняли Барановский, Будянский и Коростенский фарфоровые заводы.
В ходе боевых действий Великой Отечественной войны и в период немецкой оккупации (12 августа 1941 - 2 января 1944) фарфоровый завод пострадал, но после окончания войны в соответствии с четвёртым пятилетним планом восстановления и развития народного хозяйства СССР был восстановлен и вновь введён в эксплуатацию. В 1950е - 1980е годы завод входил в число ведущих предприятий Барановки.
Именно здесь впервые в УССР были освоены утильный и декоративный обжиг фарфоровых изделий в конвейерных печах, вакуумирование фарфоровой массы, ускоренный обжиг фарфора, полусухая прессовка капселей, а также некоторые другие технологии.
В 1950 году завод произвел 17001 тыс. фарфоровых изделий.
С 1952 года начал работу музей фарфорового завода.
В 8-ю пятилетку (1966 - 1970) завод был реконструирован.
В 1970 году о Барановском фарфоровом заводе был снят документальный фильм «Поліське намисто».
В 1971 году завод был награждён орденом Октябрьской Революции, 14 января 1975 года стал головным предприятием производственного объединения "Фарфор-фаянс".
В 1976 году завод произвел 39924 тыс. фарфоровых изделий.
По состоянию на начало 1978 года завод являлся одним из крупнейших и самых современных предприятий фарфоро-фаянсовой промышленности на территории УССР. Все производственные процессы были механизированы, основной продукцией являлся фарфор (в первую очередь, чайная, кофейная и столовая посуда), также изготавливались статуэтки и иные художественные изделия. Продукция завода поставлялась на экспорт, художественные изделия работы нескольких мастеров завода экспонировались на международных выставках.
После провозглашения независимости Украины государственный завод был преобразован в общество с ограниченной ответственностью.
В первом полугодии 2006 года завод произвел продукции на 37 млн. гривен, но в июне 2006 года в связи с повышением стоимости природного газа (необходимого для производственной деятельности предприятия) положение осложнилось. В июле 2006 года завод принял решение о сокращении производства, поскольку использование трех из пяти печей после повышения цен на энергоносители стало невыгодным. Тем не менее, в 2006 году завод произвел свыше 20% всей изготовленной на Украине продукции из фарфора.
В 2007 году завод перешёл в собственность чешской компании-производителя фарфора "Manufaktura Pirkenhammer".
Вступление Украины в ВТО в мае 2008 года (с последовавшим увеличением импорта в страну готовых фарфоровых изделий) и начавшийся в 2008 году экономический кризис осложнили деятельность завода, в связи с перебоями в поставках природного газа в начале 2009 года рассматривалась возможность перевода завода с использования природного газа на древесину и торф, но в 2009 году завод остановился, после чего началась продажа производственного оборудования.
В марте 2011 года областная прокуратура в судебном порядке потребовала от завода погасить задолженность по налогам в размере 3,5 млн. гривен.
В мае 2012 года Пенсионный фонд Украины подал судебный иск о банкротстве завода в связи с наличием долга в 1,9 млн гривен. В ходе судебного дела было установлено, что все активы предприятия были проданы частным фирмам, которые перепродали недвижимое имущество предприятия множеству третьих лиц. В 2013 году решением хозяйственного суда Житомирской области завод был признан банкротом.